# Dege (sockenhuvudort i Kina, Sichuan Sheng, lat 32,92, long 101,63)
Dege (kinesiska: 德格, 德格乡) är en sockenhuvudort i Kina. Den ligger i provinsen Sichuan, i den sydvästra delen av landet, omkring 340 kilometer nordväst om provinshuvudstaden Chengdu. Antalet invånare är 1 879. Befolkningen består av 920 kvinnor och 959 män. Barn under 15 år utgör 28,0 %, vuxna 15-64 år 60 %, och äldre över 65 år 11,0 %.
Runt Dege är det mycket glesbefolkat, med 6 invånare per kvadratkilometer. Närmaste större samhälle är Wa'erma, 8,4 km öster om Dege. Trakten runt Dege består i huvudsak av gräsmarker.
Genomsnittlig årsnederbörd är 967 millimeter. Den regnigaste månaden är juli, med i genomsnitt 213 mm nederbörd, och den torraste är december, med 4 mm nederbörd.